# Преториански префект
Преторианският префект (на латински: Praefectus praetorio) е предводител на преторианската гвардия (личната стража на императора) в древен Рим. Главнокомандващият офицер на преторианците е имал правото да посещава дебатите в Сената и да се изказва по определени въпроси, но не и да гласува. Въпреки това той е държал в ръцете си реална власт и привилегии.
Някои от преторианските префекти са разполагали с голяма власт и са били любимци на императорите. В историята е останал например префектът Сеян (по времето на Тиберий). Император Клавдий е бил издигнат от преторианците.
Впоследствие преторианските префекти концентрирали все повече власт в ръцете си, назначавайки и сваляйки чиновниците из цялата империя, но често бивали убивани от своите подчинени. Нерядко те заставали на страната на претендента, предложил им повече пари или сами се обявявали за императори. Такъв е случаят с Макрин и Филип Арабина, организирали съответно убийствата на император Каракала и Гордиан III и узурпирали престола; префектите Проб и Кар. След като Константин през 312 г. окончателно разпуснал преторианската гвардия, длъжността praefectus praetorio се трансформирала в началник на тайната полиция.